# Xã Nesbit, Quận Polk, Minnesota
Xã Nesbit (tiếng Anh: Nesbit Township) là một xã thuộc quận Polk, tiểu bang Minnesota, Hoa Kỳ. Năm 2010, dân số của xã này là 99 người.